# Костянтин Костянтинович Вишневецький
Костянтин Вишневецький гербу Корибут (1564 — 31 травня 1641) — руський князь, військовий і державний діяч Речі Посполитої. Син воєводи київського Костянтина Вишневецького і Анни-Ельжбети Свірчівни з Вільхівця. Його стриєм був засновник першої Запорізької Січі, Дмитро «Байда» Вишневецький.

## Життєпис

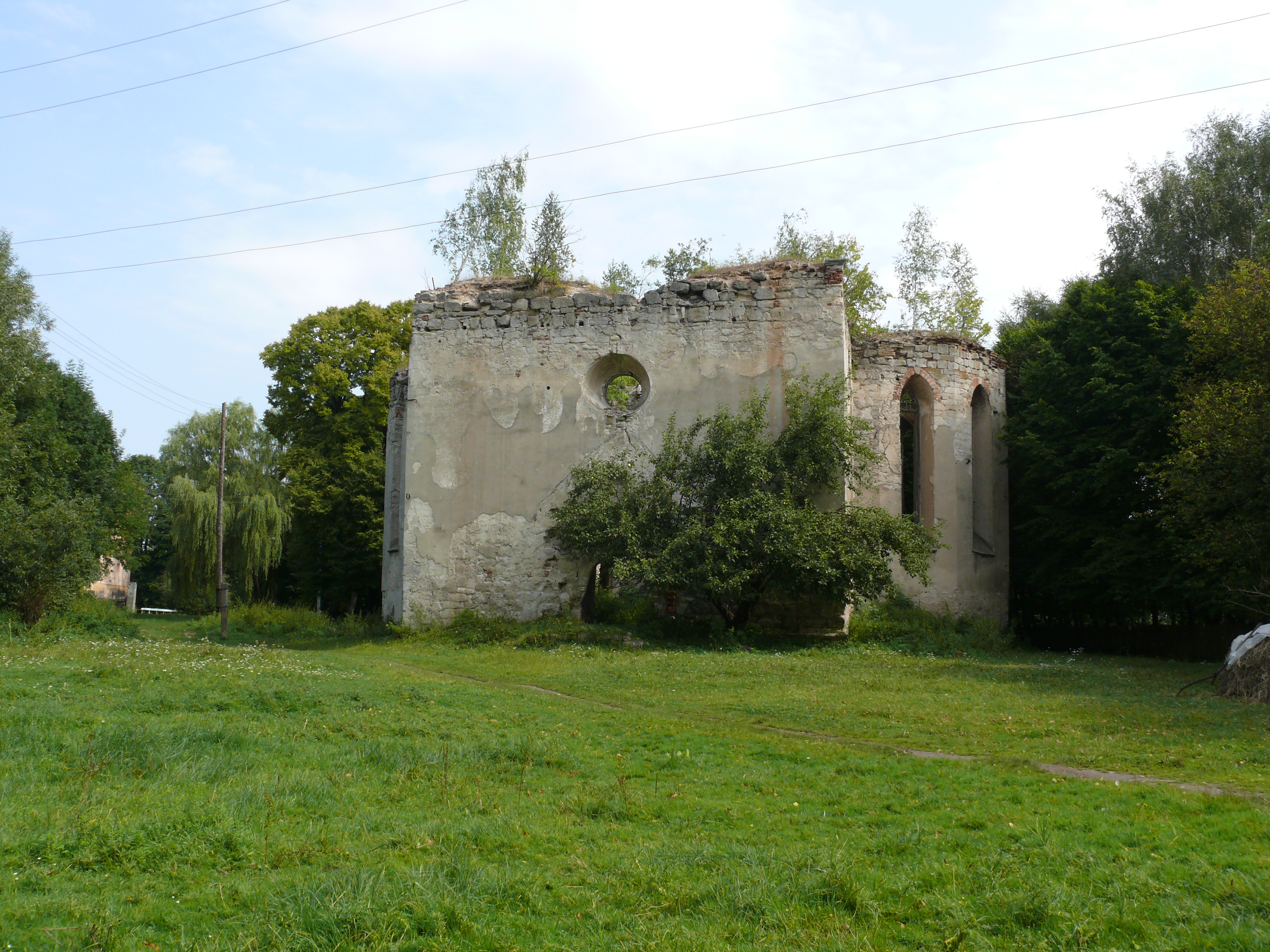
Костел Святого Антонія — місце поховання князя

Близько 1595 року першим з князів Вишневецьких перейшов на католицький обряд під впливом Каспера Нагая. Був опікуном Яреми Вишневецького. Брав участь у поході під проводом польського гетьмана великого коронного Яна Замойського проти Михая Хороброго — господаря Волощини та Молдавії; відзначився, заслужив похвалу гетьмана.
Найважливіші події його життя розпочались 1604 року, коли до його родового маєтку Вишнівець потрапив Лжедмитрій I. Більшість дослідників схиляється до того, що він повірив у розказану історію, повіз того до Кракова на зустріч з королем Сигізмундом III Вазою, заїхавши по дорозі до свого тестя Єжи Мнішека у Самбір. Там самозванець познайомився з Мариною Мнішек. Костянтин Вишневецький був одним з організаторів і спонсорів походу на Москву, який завершився у червні 1605-го коронацією царя Дмитрія Іоановича. Вдруге вирушив до Москви 1606 року у кортежі Марини Мнішек.
У ніч на 17 травня 1606 року в Москві вибухнуло повстання. Було вбито самозванця і багатьох його прихильників. Багатотисячний натовп розлючених москвичів кинувся убивати чужоземців, які прибули разом з Лжедмитрієм І і Мнішками. Будинок, у якому перебував князь Костянтин, також був атакований. 2 доби Костянтин Вишневецький на чолі 500 своїх людей відбивав напади повсталих. Зрештою, будинок почали обстрілювати з гармат, і хоробрий князь мусив здатися. Був засланий до Костроми, де перебував до укладення 25 липня 1608 року перемир'я між Московським царством і Річчю Посполитою. Повернувся на Волинь, незабаром долучився зі своїм загоном до війська Лжедмитрія II, взявши участь з вересня у 16-місячній в облозі Троїце-Сергієвого монастиря. Брав участь у московських війнах королевича Владислава IV Вази.
1625 року брав участь у каральному поході війська, яке у вересні на чолі зі Станіславом Конецпольським вирушило з Бару на Поділлі (його головної «квартири») проти козаків для придушення повстання під проводом Марка Жмайла. Потім був призначений королем одним із комісарів для укладення Куруківської угоди. 
У 1620—1638 роках князь Костянтин обіймав посаду старости черкаського. Освоював землі на схід від Дніпра. Продовжуючи справу своїх троюрідних братів Олександра і Михайла, розширив володіння Вишневецьких на Лівобережжі, захопивши міста Яблунів та Миргород і землі по річках Псол, Ворскла, Орель в «диких полях» під Путивлем, Білгородом і по ріках Хоролу й Грун. 1625 року князь Костянтин, як прикордонний староста, належав до комісії, що вела переговори із запорізькими козаками.
Костянтин Вишневецький був причетним до історії багатьох міст Лівобережної України, колонізуючи землі вздовж рік Дніпро, Сули, надаючи пільги й приймаючи втікачів з Волині, Галичини, Поділля. За це йшли скарги до короля, шляхти Правобережної України. Заклав 1627 року біля Лубен скит з церквами Успіння Богородиці, святого Миколая.
1636 року призначений воєводою белзьким, у 1638 — воєводою руським. Мав також посаду старости крем'янецького.
Помер наприкінці травня 1641 року у віці 77 років невдовзі після звістки про раптову смерть наймолодшого сина Юрія. Був похований у крипті Костел святого Антонія містечка Залізців, яке отримав у придане від Урсули Мнішек, перетворив на нову резиденцію роду.

## Шлюби, діти
Був одружений 4 рази, мав численних нащадків.

1. До 1598 одружився з Анною Загоровською, донькою Василя Загоровського. У шлюбі народились:
- Януш Вишневецький (1598—1636) — староста крем'янецький, коронний конюший;
- Маріанна Вишневецька (1600—1624) — дружина (весілля близько 1620 року в Олеську) руського воєводи Якуба Собеського;
- Олена Вишневецька (до 1603 —?) — дружина мазовецького воєводи Станіслава Варшицького.

2. Близько 1603 одружився з Урсулою Мнішек — донькою старости львівського Єжи Мнішека. Діти:
- Юрій Вишневецький (після 1603—1641) — староста кам'янецький;
- Олександр Вишневецький (після 1603—1638/39) — ротмістр, староста черкаський;
- Теофілія Вишневецька (після 1603—1645) — дружина войницького каштеляна Пйотра Шишковського.

3. Близько 1626/28 p. одружився з Катериною Корнякт (?—1635) — донькою найбагатшого міщанина Львова Костянтина Корнякта. Шлюб був бездітним.
4. Шлюб із Кристиною Струсь (?—1647) був бездітним, через що відбулось розлучення.